# Tour de Flandes 1987
El Tour de Flandes 1987, la 71.ª edición de esta clásica ciclista belga. Se disputó el 5 de abril de 1987. El vencedor final fue el belga Claude Criquielion Ganó en solitario por delante de un grupo encabezado por Sean Kelly y Eric Vanderaerden. Criquielion se convierte en el primer valón que consigue la victoria en esta clásica.

## Clasificación General
| Posición | Ciclista           | Equipo                | Tiempo     |
| -------- | ------------------ | --------------------- | ---------- |
| 1        | Claude Criquielion | Hitachi               | 7h 15' 30" |
| 2        | Sean Kelly         | KAS                   | +1' 00"    |
| 3        | Eric Vanderaerden  | Panasonic-Merckx-Agu  | m. t.      |
| 4        | Steve Bauer        | Toshiba-La Vie Claire | m. t.      |
| 5        | Marc Sergeant      | Lotto-Merckx          | m. t.      |
| 6        | Steven Rooks       | PDM-Ultima-Concorde   | m. t.      |
| 7        | Ronny Van Holen    | Lucas-Mullers         | m. t.      |
| 8        | Adrie van der Poel | PDM-Ultima-Concorde   | m. t.      |
| 9        | Ludo Peeters       | Superconfex-Yoko      | m. t.      |
| 10       | Allan Peiper       | Panasonic-Merckx-Agu  | m. t.      |